# Philippe Laurent (rugby à XIII)
Pas d'image ? Cliquez ici

a Compétitions nationales et continentales officielles uniquement.

Philippe Laurent, né le 18 juillet 1978, est un joueur et entraîneur français de rugby à XIII. Il évolue au cours de sa carrière au poste de Deuxième ligne ou de pilier dans les années 1990 et 2000.
Il débute avec Limoux en 1996 puis rejoint Lézignan avec lequel remporte de nombreux titres de Championnat de France. Une fois les crampons raccrochés, il commence une carrière d'entraîneur. En tant qu'adjoint, il remporte le Championnat de France en 2016 avec Limoux. En 2021, il est nommé entraîneur de Lézignan alors tenant du titre du Championnat de France.

## Biographie
Il entame après sa carrière sportive une carrière d'entraîneur. Il est dans un premier temps adjoint d'Olivier Janzac à Limoux qui voit le club atteindre la finale du Championnat de France en 2016. En 2019, il occupe le même rôle d'adjoint mais d'Aurélien Cologni à Lézignan avant de prendre en main lui-même l'équipe à partir de la saison 2021.

## Palmarès

### En tant que joueur
- Collectif :
  - Vainqueur du Championnat de France : 2008, 2009, 2010 et 2011 (Lézignan).
  - Vainqueur de la Coupe de France : 2010 et 2011 (Lézignan).
  - Finaliste du Championnat de France : 2007 (Lézignan).
  - Finaliste de la Coupe de France : 2001 et 2005 (Limoux).

### En tant qu'entraîneur-adjoint
- Collectif :
  - Vainqueur du Championnat de France : 2016 (Limoux) et 2021 (Lézignan).